# Campement 13
Pour plus de détails, voir Fiche technique et Distribution.
Campement 13 est un film français réalisé  par Jacques Constant et sorti en 1940.

## Synopsis
Dans le nord de la France, des ouvriers mariniers travaillent à la construction et à la réparation de péniches, et sont logés dans des baraquements regroupés dans des campements. L'action de ce film se déroule dans le campement 13. Greta, une belle jeune femme nymphomane vient d'un autre campement, tout le monde la courtise y compris Charles, le chef du campement qui lui confie que si un jour elle a besoin de quelque chose elle peut compter sur lui. Au cours d'une fête, une bagarre éclate entre deux de ses soupirants, celui qui est éconduit se venge en tirant sur l'autre et en le blessant grièvement. La police enquête, mais se heurte au silence des mariniers pour lesquels la seule responsable du drame est Greta. Personne ne sait où elle est passée, mais Charles en rentrant chez lui à la surprise de la retrouver. Ne lui avait-il pas dit qu'elle pouvait compter sur lui ? Charles la cache à Pontoise et est plein d'attention pour elle, mais ses allers retours incessants ont une répercussion sur le travail du campement qui se dégrade. De plus, Charles est moqué et son autorité bafouée.
En homme de décision il réunit tous les ouvriers les exhortant à travailler davantage afin de rattraper le retard qu'ils ont pris. Il leur annonce aussi que désormais Greta vivra dans sa cabane, car ils se sont mariés. Arrive ensuite Jean-Pierre, un homme louche, et neveu de Charles qui se fait héberger chez lui. Un flirt naît entre Marie-Louise, la fille de Pascal, un ami de Charles et Jean Pierre. Mais quand ce dernier rencontre Greta, c'est le coup de foudre, et ils font l'amour. Tout le campement est bientôt au courant de cette liaison sauf Charles bien entendu. Le jour où il demande des explications à Greta, celle-ci répondra froidement que Jean-Pierre est son amant. Charles semble désorienté.
Mais un autre personnage est amoureux sans retour de Greta, c'est Pascal, celui-ci voyant que Jean-Pierre se détourne petit à petit de Greta pour se rapprocher de sa fille Marie-Louise, à l'idée de favoriser leur mariage et de leur offrir une dot, ce qui aura pour effet de les éloigner du campement et de lui redonner sa chance. Jean-Pierre fait sa valise, Greta le somme de rester, mais il n'en fait rien et va pour prendre le train avec Marie-Louise. Greta tente de se suicider à l'oxyde de carbone, mais Charles la sauve à temps, puis s'élance vers la gare. Pascal en profite pour faire sa cour à Greta mais se fait éconduire. Charles extirpe violemment Jean-Pierre du train alors qu'il se met en route. Il lui explique qu'il pourrait le tuer, mais qu'il ne fait pas, mais qu'en échange il faut qu'il reste avec Greta. Mais quand Jean-Pierre se retrouve devant Greta, elle l'éconduit et lui demande de sortir par la fenêtre pour ne pas être vu de Charles et s'éloigne du campement, sa valise à la main dans la brume

## Fiche technique
- Titre : Campement 13
- Réalisation : Jacques Constant
- Scénario : Jacques Constant
- Décors : Jacques Constant et Jean Douarinou
- Photographie : Nicolas Toporkoff
- Cadreur : Henri Alekan
- Musique : Henri Verdun
- Monteur : Tonka Taldy
- Société de production	: Société des Productions Cinématographiques F.C.L.
- Pays d'origine :  France
- Format :  Noir et blanc - son mono
- Genre : Drame
- Durée : 98 minutes
- Date de sortie : 
  - France - 13 décembre 1940 (Paris)

## Distribution
- Alice Field : Greta
- Gabriel Gabrio : Charles, le chef du campement 13
- Paul Azaïs : Jean-Pierre, l'ami d'enfance de Charles
- Geneviève Picard
- Jean Clarens
- Alexandre Rignault : Pascal, l'homme à la béquille, ami de Charles
- Nino Constantini
- Maurice Maillot : Petit Louis
- Henri Marchand : Un ouvrier du chantier
- Marcel Maupi : Un marinier
- Sylvia Bataille : Marie-Louise, la fille de Pascal

## Critiques
- Le film, tourné en décors naturels, est considéré comme étant sur la voie du cinéma réaliste[1].
- Ce film se détache de l'esthétique du cinéma muet, la caméra devient « un appareil d’enregistrement, dégagé de toute volonté expressionniste »[2].